# Trifolium prophetarum
Trifolium prophetarum är en ärtväxtart som beskrevs av Hossain. Trifolium prophetarum ingår i släktet klövrar, och familjen ärtväxter. Inga underarter finns listade i Catalogue of Life.